# Emánuel Moór
Emánuel Moór (født 19. februar 1863 i Kecskemét, Ungarn - død 20. oktober 1931 i Chardonne, Schweiz) var en ungarsk komponist, pianist og opfinder af musikinstrumenter.
Moór studerede komposition i Budapest, Prag og Wien. Mellem 1885 og 1897 drog Han som klaversolist på en turné i Europa, som endte i USA. Han har skrevet 8 symfonier , orkesterværker, koncertmusik, kammermusik, operaer, et rekviem etc. Moór boede mange steder feks. i London og flyttede herefter til München og Lausanne. Han var opfinder af flere musikinstrumenter, som feks. sit eget klaver som han kaldte Moór-Duplex Pianoforte, som bestod af to klaviature, der lå over hinanden og tillod, ved hjælp af en sporingsenhed, én hånd at spille en spredning på to oktaver. Dette klaver inspirerede store anderkendte klaverfirmaer såsom Steinway, Bösendorfer og Bechstein, til at promovere disse klaviature i deres produktion.

## Udvalgte værker
- 8 symfonier (1893-1910) - for orkester
- 3 klaverkoncerter (1886, 1888, 1906) - for klaver og orkester
- 4 Violinkoncerter (1905-1907) - for violin og orkester
- 2 Cellokoncerter (1905-1906) - for cello og orkester
- Harpekoncert (1913) - for harpe og orkester
- Rekviem (1916) - for solister, kor og orkester
- Pompadour (1902) - opera